# Río Cerritambo
Der Río Cerritambo ist ein 18,5 km langer rechter Nebenfluss des Río Apurímac in der Provinz Espinar der  Region Cusco in Südzentral-Peru.

## Flusslauf
Der Río Cerritambo entspringt an der Südflanke des 4834 m hohen Cerro Pucara, eine Erhebung am Südwestrand des peruanischen Andenhochlandes. Das Quellgebiet liegt auf einer Höhe von etwa 4680 m. Der Río Cerritambo fließt in überwiegend nordwestlicher Richtung durch das Hochland im Süden des Distrikts Suyckutambo. Er schneidet sich dabei tief in das ihn umgebende Bergland und mündet schließlich auf einer Höhe von etwa 3991 m in den Oberlauf des Río Apurímac.

## Einzugsgebiet
Der Río Cerritambo entwässert ein Areal von 77 km². Dieses liegt fast vollständig innerhalb des regionalen Schutzgebietes Tres Cañones. Es befinden sich nur einige Gehöfte im Einzugsgebiet des Río Cerritambo. Dieses wird im Osten und im Süden von einem über 4500 m hohen Höhenkamm eingerahmt. Im Osten grenzt das Einzugsgebiet an das des Río Huayllumayo, im Südosten an das des Río Colca sowie im Südwesten und im Westen an das des oberstrom gelegenen Río Apurímac.